# Fiskivinnuflokkurin
Fiskivinnuflokkurin (dansk: Fiskeripartiet) var et politisk parti på Færøerne. Det blev stiftet i midten af 1970'erne, og var et midterparti med basis i fiskerierhvervet. Sømanden Adolf Hansen ledede partiet i hele dets levetid. Partiet gik i 1978 ind i Framburðsflokkurin og blev til Framburðs- og Fiskivinnuflokkurin, der i 1984 blev omdøbt til Kristiligi Fólkaflokkurin. I 1986 brød hovedparten af de tidligere medlemmer af Fiskivinnuflokkurin med Kristiligi Fólkaflokkurin og dannede grundstammen i Adolf Hansens nye parti Framsóknarflokkurin.